# Хиреми-Хиршль, Адольф
Адольф Хиреми-Хиршль (нем. Adolf Hiremy-Hirschl; 31 января 1860 — 7 апреля 1933) — австро-венгерский художник-символист.

## Биография
Родился 31 января 1860 года в Темешваре (тогда Австро-Венгерская империя) в еврейской семье. Вырос в Вене, где в 1878 году получил стипендию для обучения в Академии изящных искусств. В 1880 году, будучи двадцатилетним начинающим художником, за первое полотно «Прощание: сцена перехода Ганнибала через Альпы» получил приз за историческую живопись.
За этим последовала вторая премия, которая позволила ему посетить Рим, в котором он прожил до 1884 года. Его опыт в Риме оказал глубокое влияние на его работы, особенно в его предпочтении сцен из древнеримской мифологии и истории. Вернувшись в Вену, Хиршль выставил в Риме большое полотно с изображением чумы, написанное в 1884 году. Вскоре его карьера пошла в гору, он получал многочисленные заказы и создавал грандиозные, сложные изображения исторических или аллегорических сюжетов, получал большую похвалу от критиков и знатоков. Художник достиг пика своей венской карьеры, когда он получил Императорский приз в 1891 году.
В 1899 году добавил составную часть «Хиреми» к своей первоначальной фамилии «Хиршль».
Он умер в Риме 7 апреля 1933 года и был похоронен на протестантском кладбище в Риме.

## Творческий путь
Несмотря на его статус одного из самых успешных художников Вены, по мере развития государства и культуры его работы затмевали более прогрессивные картины Густава Климта и художников венского сецессиона.
Около 1900 года он принял венгерское имя Хиреми и переехал в Рим, где провел последние тридцать пять лет своей карьеры.  Ретроспективная выставка семидесяти его работ была проведена там в 1904 году.
Выдающийся член эмигрантского художественного сообщества в Риме, Хиреми-Хиршль был принят в академию Сан-Лука в 1911 году.

Он оставался в значительной степени равнодушен к последним авангардным тенденциям в искусстве, как в Вене, так и в Риме, предпочитая работать в своей собственной отличительной манере. К сожалению, большинство важных исторических картин художника были утеряны, включая «Чуму». Одним из последних его масштабных полотен стал огромный полиптих «Sic Transit» — обширная аллегория падения Римской Империи и подъёма христианской эры, законченная в 1912 году и выставленная в Вене в следующем году.

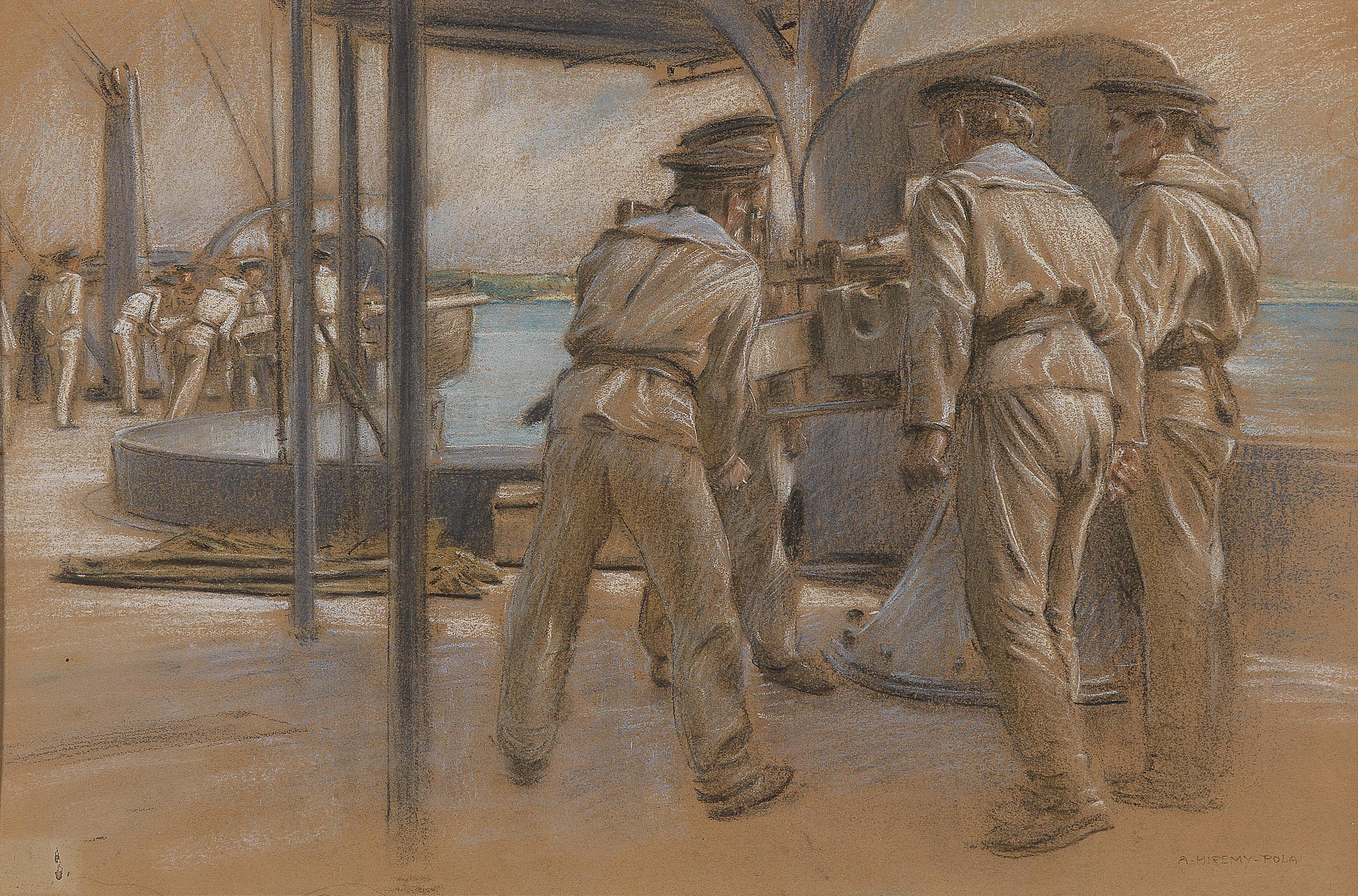
Адольф Хиреми-Хиршль, Моряки в гавани Пола, бумага, пастель, c. 1916. Коллекция Джека Донтона, Лос-Альтос-Хиллз, Калифорния

Хиреми-Хиршль считается опытным рисовальщиком. Эскизы к некоторым картинам и «Sic Transit» часто выполнялись на синей, лавандовой или оранжевой бумаге, которая усиливала игру света по отношению к формам, которые он рисовал. Его женские обнаженные фигуры известны своей «прямотой и откровенной сексуальностью».